# Wang Hao (escaquista)
|  | Per a altres significats, vegeu «Wang Hao». |

Wang Hao (en xinès:王皓; pinyin: Wáng Hào; nascut el 4 d'agost de 1989 a Harbin, Heilongjiang) és un jugador d'escacs xinès, que té el títol de Gran Mestre des de 2005. El novembre de 2009 esdevingué el quart jugador xinès en trencar la barrera dels 2700 punts Elo.
A la llista d'Elo de la FIDE de l'abril de 2021, hi tenia un Elo de 2763 punts, cosa que en feia el jugador número 2 (en actiu) de la Xina, i el número 12 del rànquing mundial. El seu màxim Elo va ser de 2763 punts, a la llista de l'abril de 2020.
El 27 d'abril de 2021, després de quedar últim al Torneig de Candidats de 2020-2021, va anunciar que es retirava dels escacs professionals adduint "seriosos problemes de salut".

## Títol de Gran Mestre
Wang Hao va esdevenir el 2005 el 20è Gran Mestre xinès, a 16 anys. Igualment com Garri Kaspàrov, Vladímir Kràmnik o Borís Gelfand, Wang obtingué el títol de GM sense abans haver obtingut el de Mestre Internacional. Va aconseguir les seves tres normes de Gran Mestre a:
- 2005 Aeroflot Open, Grup A2, a Moscou,(14 a 24 de febrer); puntuació 6.5/9
- 2005 Dubai Open a Dubai, UAE (4 a 12 d'abril); puntuació 7.0/9
- 2005 2n Dato Arthur Tan MAS Open a Kuala Lumpur, Malàisia (19 a 26 d'agost); puntuació 10/11

## Resultats destacats en competició

### Èxits en competicions per edats
El 1999, Wang fou tercer al Campionat del món Sub-10 disputat a Orpesa (Plana Alta, País Valencià); (el campió fou Dmitri Andreikin).
El juliol de 2002 va guanyar la Copa Zhongfand a Qingdao. L'agost de 2002 va guanyar l'or en el quart tauler de l'equip nacional xinès a l'Olimpíada d'escacs Sub-16 disputada a Kuala Lumpur (Malàisia).
El juliol de 2004, amb tan sols 14 anys, va tornar a guanyar una medalla d'or amb el seu equip nacional a l'Olimpíada d'escacs Sub-16 a Kozhikode (Índia), on va puntuar 8/9 (amb una performance de 2577). El mateix mes va guanyar un torneig juvenil a Iakutsk (Rússia).

### Arribada a l'elit
La primera victòria en un gran torneig per a Wang va ser al torneig Obert de Dubai a l'abril de 2005, quan encara no tenia títols i sorprenentment va acabar primer amb 7/9 punts (amb una performance de 2731), per davant de 53 Grans Mestres i 30 Mestres Internacionals.
L'agost de 2005 Wang va guanyar amb el brillant resultat de 10/11 (dos punts per davant de la resta) el 2n IGB Dada Arthur Tan Open de Malàisia a Kuala Lumpur (amb una performance de 2843). L'octubre de 2005 va aconseguir estar en el primer grup del torneig Zonal 3.3 de Beijing, aconseguint finalment el segon lloc després d'un matx de play-off. A finals d'any, va participar en la Copa del món de 2005 a Khanti-Mansisk, un torneig classificatori per al cicle del Campionat del món de 2007, on tingué una actuació regular, i fou eliminat en primera ronda per Vladímir Malàkhov.
El febrer de 2007 va guanyar el Torneig GACC a la Universitat de Malaya. El setembre de 2007 va aconseguir el segon lloc, rere Zhang Pengxiang al Campionat individual de l'Àsia a Manila (Filipines). L'octubre de 2007, Wang va ser tercer al Campionat del món júnior a Erevan (el campió fou Ahmed Adly).
El gener de 2008, en el 15è Campionat de l'Àsia per equips de Visakhapatnam (Índia), Wang va guanyar una medalla d'or individual per la seva actuació al tercer tauler (5/6 punts), aconseguint a més la medalla d'or per equips. El març de 2008, va guanyar el 23è Obert de Reykjavík (Islàndia) per desempat, amb 7/9 punts (i una performance de 2721). El setembre de 2008, va formar part (amb Wang Yue, Li Chao, Ni Hua i Bu Xiangzhi) de l'equip xinès que disputà el cinquè matx Rússia - Xina a Ningbo i hi puntuà 3/5 amb una performance de 2767. La Xina va guanyar el matx per un global de 26 a 24.
El 2009 fou segon al campionat de la Xina, després d'haver dominat tot el torneig fins a la penúltima ronda, però va perdre sorprenentment les dues darreres, i el campionat. El campió fou Ding Liren. Entre el 24 de maig i el 4 de juny de 2010, va participar en el campionat de la Xina, on va empatar amb Bu Xiangzhi i Zhou Jianchao al primer lloc, amb 7½/11; Wang va guanyar el campionat al tiebreak.
El 2011 Wang estava classificat per disputar la Copa del Món de 2011, però va perdre la primera eliminatòria per incompareixença, per motius de salut.
El juliol de 2012 guanyà el fort Festival de Biel, un punt per sobre de Magnus Carlsen.
El desembre de 2015 guanyà l'Al Ain Classic clarament amb 8 punts de 9, un punt i mig per davant dels immediats perseguidors.
El juny de 2017 guanyà el Campionat d'escacs de l'Àsia jugat a Chengdu (Xina) amb 7 punts de 9 partides, els mateixos punts que Bu Xiangzhi.
L'octubre de 2019 guanyà el fort Gran Torneig Suís de la FIDE de 2019 a l'Illa de Man, i obtingué així una plaça pel Torneig de Candidats dins el cicle del Campionat del món de 2020.